# غلين ماكدونالد (اقتصادي)
غلين ماكدونالد هو بروفيسور واقتصادي كندي، ولد في 27 أغسطس 1952 في هاليفاكس في كندا.